# Segle XXIV aC
El segle XXIV aC va ser un període marcat pel domini de diverses ciutats a Mesopotàmia i el conreu de la literatura en diverses civilitzacions, primer de forma oral i bastant-se en la mitologia i, posteriorment, amb composicions independents.

## Política
A Mesopotàmia, van sorgir noves ciutats estat de gran poder militar: Mari, Umma (amb el rei Lugal-Zage-Si), i sobretot Accad, la qual amb les conquestes del rei Sargon va convertir-se en la capital d'un vast imperi en segles posteriors. Això no va ser obstacle perquè les urbs de Lagash o Ur poguessin mantenir el seu lloc destacat a la regió.
Troia va convertir-se en una potència regional. A Egipte continua el període dinàstic.

## Economia i societat
El volcà Hekla, actualment el més actiu d'Islàndia, va començar a fer erupció.
A Egipte, s'usa el correu regular per a comunicar notícies entre els seus ciutadans. S'inicen les expedicions comercials al País de Punt, d'on s'extreu or, ivori, encens i pells d'animals.

## Invencions i descobriments
Es dona la primera menció documentada d'apicultura a Egipte. Els primers codis legals es compilen a Mesopotàmia.

## Art, cultura i pensament
Es conserven les primeres composicions literàries que s'atribueixen a un autor conegut i no a un col·lectiu o un monarca que les signa: es tracta de la poesia d'Enheduanna. A Egipte, es conrea en gènere sapiencial, com les màximes del visir Ptahhotep.